# Las tres edades y la Muerte
Las tres edades y la Muerte es un óleo sobre tabla pintado entre 1541 y 1544 por el artista alemán Hans Baldung, una de sus obras más conocidas. Se encuentra en la colección del Museo del Prado.
El trabajo, en formato vertical y tamaño casi natural, es una pintura alegórica, en alusión a la fugacidad de la belleza y la fragilidad de la vida humana. La Muerte con su reloj, símbolo del paso inevitable del tiempo, y una lanza rota, simbolizando la vida quebrada, ya ha tomado del brazo a la mujer vieja que se gira agarrándose a la más joven, que trata de apartarse reticente. A sus pies un niño pequeño duerme en la tierra. En el fondo en la parte inferior se ve una representación de la entrada del Infierno con arriba en el cielo un Cristo crucificado en un rayo de luz celestial, representando la visión esperanzadora de la vida después de la muerte. El búho a la izquierda en el suelo es un símbolo de sabiduría que advierte de las consecuencias del pecado.
Los tonos utilizados son mayormente fríos, blanco, gris y marrón claro, enfatizando la falta de vida del desolado paraje; si bien el colorido ha ganado vivacidad tras una limpieza de barnices oscurecidos en 2022. Este cuadro es parte de un conjunto de pinturas de Baldung de temática similar, siendo las otras su pendant o pareja Armonía (Las Tres Gracias) y Las tres edades de la mujer y la Muerte.